# 1897 dans les chemins de fer
chronologie des chemins de fer
1896 dans les chemins de fer - 1897 - 1898 dans les chemins de fer

## Évènements
- 15 avril, France : ouverture à l'exploitation de la ligne de Bordeaux à Cadillac (Tramway de Bordeaux à Cadillac)
- 15 juillet : inauguration du Viaduc de Müngsten, en Rhénanie.

## Naissances
- x

## Décès
- 19 octobre. États-Unis : George Pullman, industriel américain et inventeur des voitures-lits.